# Palura trichogyia
Palura trichogyia är en fjärilsart som beskrevs av George Francis Hampson 1907. Palura trichogyia ingår i släktet Palura och familjen nattflyn. Inga underarter finns listade i Catalogue of Life.